# Le Tholonet
Le Tholonet är en kommun i departementet Bouches-du-Rhône i regionen Provence-Alpes-Côte d'Azur i sydöstra Frankrike. Kommunen ligger  i kantonen Aix-en-Provence-Nord-Est som ligger i arrondissementet Aix-en-Provence. År 2022 hade Le Tholonet 2 370 invånare.

## Befolkningsutveckling
Antalet invånare i kommunen Le Tholonet
Referens:INSEE